# Strada nazionale 13 (Laos)
La strada nazionale 13 (SN13), chiamata anche in inglese National Route 13, è la più importante strada statale del Laos essendone la spina dorsale della rete stradale. La statale spesso viene distinta in due sezioni, la SN13 Nord per il tragitto dalla capitale Vientiane fino alla Cina (671 km) e la SN13 Sud per il tragitto Vientiane-Cambogia (829 km). Ha inizio nel nord al valico di frontiera di Boten sul confine tra la Cina e il Laos da dove si sviluppa verso sud. Dopo aver attraversato i territori montuosi delle provincie di Luang Namtha, Oudomxay, Luang Prabang e Vientiane la statale tocca la prefettura della capitale inoltrandosi nell'agglomerato urbano. Dal centro città la strada nazionale 13 volge prima verso nord-est e poi di nuovo verso sud per seguire il corso del fiume Mekong,  lungo la riva sinistra, fino al confine con la Cambogia.
Nel suo tragitto la statale passa attraverso 10 delle 17 province del Laos, da tutti i centri ambitati più popolosi del paese e da tutti e tre gli aeroporti internazionali (VTE, LPQ, PKZ). Nei pressi della capitale, con un raccordo di 20 km, la statale è stata collegata al primo ponte dell'amicizia thai-lao e quindi alla Thailandia, tale raccordo rappresenta il terzo collegamento internazionale fornito dalla strada nazionale 13.

## Asian Highways
La statale 13 fa anche parte della ampia rete delle strade trans-asiatiche. In tabella le sezioni interessate:
| AH   | Sezioni interessate                                                         | Km  |
| ---- | --------------------------------------------------------------------------- | --- |
| AH3  | Nateuy - Boten (confine con la Cina )                                       | 20  |
| AH11 | Vientiane - confine con la Cambogia                                         | 829 |
| AH12 | Vientiane - Nateuy (intersezione con la AH3)                                | 651 |
| AH15 | Vieng Kham - Thakhek (terzo ponte dell'amicizia thai-lao per la Tailandia ) | 90  |